# San Nicolasito
San Nicolasito är en ort i Mexiko.   Den ligger i kommunen Maravatío och delstaten Michoacán de Ocampo, i den södra delen av landet, 140 km väster om huvudstaden Mexico City. San Nicolasito ligger 2 048 meter över havet och antalet invånare är 440.
Terrängen runt San Nicolasito är kuperad åt nordost, men åt sydväst är den platt. Runt San Nicolasito är det ganska tätbefolkat, med 104 invånare per kvadratkilometer. Närmaste större samhälle är Maravatío, 8,1 km sydväst om San Nicolasito. Omgivningarna runt San Nicolasito är en mosaik av jordbruksmark och naturlig växtlighet.